# Lê Minh Hiếu (vận động viên)
Lê Minh Hiếu (sinh ngày 30 tháng 6 năm 2000 tại thành phố Biên Hòa) thường được biết đến với biệt danh B4, là một nam vận động viên breaking người Việt Nam. Anh từng đạt thành tích giành huy chương vàng nội dung đồng đội nam nữ tại Thế vận hội Trẻ Mùa hè 2018 ở Argentina cùng với đồng đội của anh, Kawai Ramu. Nhờ thành tích này, anh trở thành vận động viên thứ ba của Đoàn Thể thao Việt Nam giành huy chương tại Thế vận hội Trẻ Mùa hè 2018 sau đô cử Ngô Sơn Đỉnh và kình ngư Nguyễn Huy Hoàng.

## Tiểu sử
Lê Minh Hiếu sinh năm 2000 trong một gia đình nghèo khó ở thành phố Biên Hòa, tỉnh Đồng Nai, Việt Nam. Trong gia đình, Lê Minh Hiếu là người con cả trong một gia đình có 3 anh em. Khi anh còn bé, bố của anh phải bán nhà vì cờ bạc, sau đó là phải đi tù. Mẹ anh một mình nuôi 3 anh em trong khi bản thân bà cũng bị suy thận nặng. Vài năm sau, anh tiếp tục đối diện với sự mất mát khi mẹ anh qua đời.

## Sự nghiệp
Vào một ngày, anh tình cờ xem được cảnh một vài người nhảy breaking trên TV và cảm thấy ấn tượng với bộ môn nghệ thuật này. Một thời gian sau, mẹ anh đã đưa 3 anh em đến thành phố Hồ Chí Minh để tham gia một cuộc thi nhảy trên sóng truyền hình. Năm 2011, anh trở lại thành phố Hồ Chí Minh lần nữa. Sau đó, anh gặp một cựu giám khảo ở chương trình truyền hình anh từng tham gia và được giúp đỡ, dạy nhảy. Vài tháng sau, anh tham gia vào nhóm UDG Việt Nam. Năm 2016, anh trở thành á quân chương trình truyền hình nổi tiếng Thử thách cùng bước nhảy. Năm 2017, anh tới Đài Bắc Trung Hoa để tham dự Breaking For Gold và lọt vào nhóm 20 vận động viên xuất sắc nhất. Nằm trong nhóm 20, anh tiếp tục tới Nhật Bản tham gia vòng loại nhóm 12, và cuối cùng giành vé tới Argentina. Năm 2018, anh tham dự Thế vận hội Trẻ Mùa hè diễn ra tại Argentina và mang về tấm huy chương vàng cho đoàn Thể thao Việt Nam.